# Daru (isola)
Daru è un'isola della Papua Nuova Guinea, è una delle isole dello stretto di Torres nell'omonimo stretto, e si trova a sud della Nuova Guinea. Amministrativamente fa parte del Distretto di South Fly nella Provincia Occidentale, appartenente alla Regione di Papua.
Sull'isola si trova la capitale della provincia, Daru, dove vive la maggior parte dei 20.524 isolani.

## Storia
Il primo avvistamento registrato di Daru, da parte degli europei, avvenne durante la spedizione spagnola di Luis Váez de Torres il 5 settembre 1606.